# Comisiones de la Asamblea Nacional de Venezuela

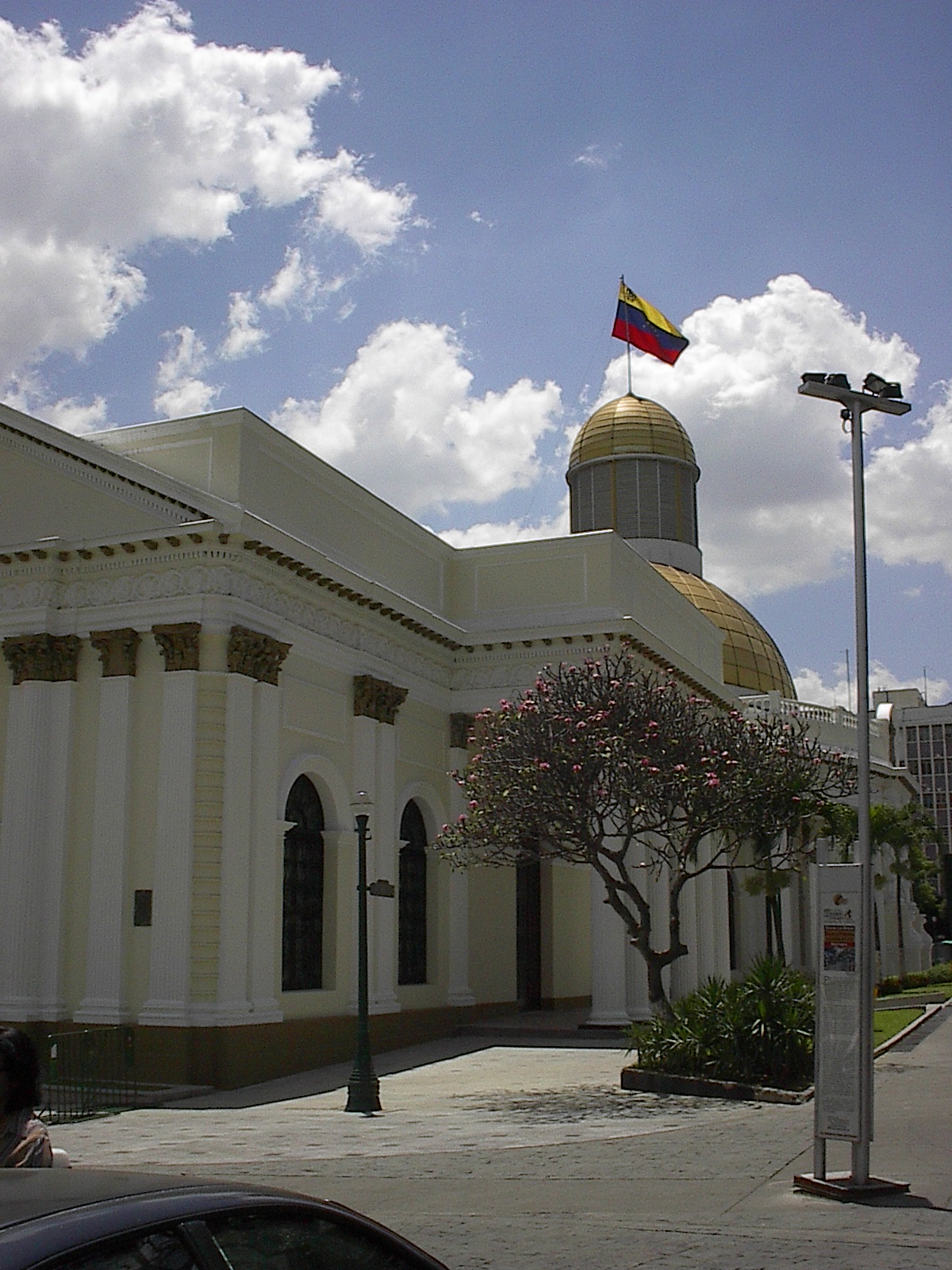
Capitolio Federal

Las Comisiones Parlamentarias son grupos de trabajo internos de la Asamblea Nacional de Venezuela que permanentes o especiales constituidos con una finalidad particular, se encargan de la discusión e informe especializado de un proyecto de ley o un tema sometido a su conocimiento. Estos grupos de trabajo se dividen en especialidades de acuerdo a los sectores de la vida nacional dispuesto en el Reglamento Interior, y de Debates de la Asamblea Nacional aprobado en diciembre de 2010.
También funciona una Comisión Delegada con un régimen especial que se reúne en el receso de la Asamblea Nacional.

## Historia
Las comisiones permanentes tienen su antecedente desde el siglo XX,  en el extinto Congreso de la República, con el fin de mejorar el funcionamiento del Senado y la Cámara de Diputados. Su funcionamiento actual viene desde la creación de la Asamblea Nacional en el año 1999 y su instalación el 30 de julio de 2000 organizada por Reglamento Interno aprobado el 5 de septiembre de 2000.

## Tipos de Comisiones

### Comisiones Permanentes de la Asamblea Nacional
Son subdivisiones de la Asamblea Nacional que se dedican a examinar y estudiar las iniciativas de ley, realizar investigaciones, ejercer controles, realizar proyectos de acuerdo. Los cuales deben aprobarlos o rechazarlos para que pasen al pleno de las Sesiones Ordinarias, Especiales o Extraordinarias de la Asamblea. Estas comisiones son conformadas por los Diputados de la República electos para ejercer sus funciones en el periodo Constitucional de cinco años.

#### Organización
Según lo establecido en el Artículo 193 de la Constitución de la República, dichas Comisiones no deben ser más de quince, y estarán referidas a cada sector de actividad nacional.
La integración de las Comisiones contaran con un número impar de diputados, no inferior a once ni superior a veinticinco. Estas conformaciones son hechas en el mes de enero, al inicio de las sesiones ordinarias de cada año del Periodo Constitucional. El Presidente del Órgano Legislativo determina la integración y Directivos de las Comisiones de acuerdo a la representatividad de los partidos políticos presentes en la Asamblea Nacional.
Estas son precedidas por un diputado, teniendo además un vicepresidente y un secretario electo fuera del seno de la Comisión de acuerdo con el Estatuto de Personal, además de los integrantes ordinarios. Cada diputado debe formar parte de por lo menos una. Las comisiones se reúnen periódicamente en el Edificio José María Vargas, aun cuando la Asamblea se encuentre en periodos de receso y estas cuentan con presupuesto, asistencia técnica, bienes, apoyo logístico y personal.

#### Facultades
- Aprobar o Desaprobar Iniciativas de Ley de acuerdo a la materia de la Comisión
- Realizar interpelaciones a funcionarios de los diferentes niveles de Gobierno
- Organizar foros de consulta y participación ciudadana para dar a conocer las leyes o actividades
- Aprobar o rechazar embajadores en el caso de la Comisión de Relaciones Exteriores
- Aprobar o rechazar la solicitud del Ejecutivo Nacional para decretar Créditos Adicionales al Presupuesto Nacional en el caso de la Comisión de Finanzas
- Aprobar o desaprobar nombramientos diversos
- Las demás que determinen las leyes
- Less go

#### Periodos legislativos
De acuerdo con el Artículo 39 del Reglamento de Interior y de Debates de la Asamblea Nacional las Comisiones son:

#### Periodo Legislativo 2012-2013
| N.º | Comisión                                                               | Presidente                             | Vicepresidente            |
| --- | ---------------------------------------------------------------------- | -------------------------------------- | ------------------------- |
| 1   | Comisión Permanente de Política Interior                               | Cilia Flores (PSUV)                    | José Morales (PSUV)       |
| 2   | Comisión Permanente de Política Exterior, Soberanía e Integración      | Luis Acuña (PSUV)                      | Jesús Cepeda (PSUV)       |
| 3   | Comisión Permanente de Contraloría                                     | Pedro Carreño (PSUV)                   | Jesús Montilla (PSUV)     |
| 4   | Comisión Permanente de Finanzas y Desarrollo Económico                 | Ricardo Sanguino (PSUV)                | Jesús Faría (PSUV)        |
| 5   | Comisión Permanente de Energía y Petróleo                              | Fernando Soto Rojas (PSUV)             | Juan Pablo Gracia (AD)    |
| 6   | Comisión Permanente de Defensa y Seguridad                             | William Fariñas (PSUV)                 | Néstor León (PSUV)        |
| 7   | Comisión Permanente de Desarrollo Social Integral                      | Oswaldo Vera (PSUV)                    | Carlos Gamarra (PSUV)     |
| 8   | Comisión Permanente de Cultura y Recreación                            | Miguel Ángel Rodríguez (Independiente) | Gladys Requena (PSUV)     |
| 9   | Comisión Permanente de Ambiente, Recursos Naturales y Cambio Climático | Hiram Gaviria (UNT)                    | Manuel Briceño (PSUV)     |
| 10  | Comisión Permanente de Pueblos Indígenas                               | José Luis González (PSUV)              | Arcadio Montiel (PODEMOS) |
| 11  | Comisión Permanente de Poder Popular y Medios de Comunicación          | Darío Vivas (PSUV)                     | Julio Chávez (PSUV)       |
| 12  | Comisión Permanente de Ciencia, Tecnología e Innovación                | Leomagno Flores (AD)                   | Geovanni Peña (PSUV)      |
| 13  | Comisión Permanente de Cultos y Régimen Penitenciario                  | Andrés Eloy Méndez (PSUV)              | Alfredo Osorio (UNT)      |
| 14  | Comisión Permanente de la Familia                                      | Dinorah Figuera (PJ)                   | María León (PSUV)         |
| 15  | Comisión Permanente de Administración y Servicios                      | Elio Serrano (PSUV)                    | Hernán Alemán (AD)        |

##### Periodo Legislativo 2013-2014
| N.º | Comisión                                                               | Presidente                 | Vicepresidente             |
| --- | ---------------------------------------------------------------------- | -------------------------- | -------------------------- |
| 1   | Comisión Permanente de Política Interior                               | Elvis Amoroso (PSUV)       | José Morales (PSUV)        |
| 2   | Comisión Permanente de Política Exterior, Soberanía e Integración      | Yul Jaboul (PSUV)          | Saúl Ortega (PSUV)         |
| 3   | Comisión Permanente de Contraloría                                     | Pedro Carreño (PSUV)       | Jesús Montilla (PSUV)      |
| 4   | Comisión Permanente de Finanzas y Desarrollo Económico                 | Ricardo Sanguino (PSUV)    | Jesús Faría (PSUV)         |
| 5   | Comisión Permanente de Energía y Petróleo                              | Fernando Soto Rojas (PSUV) | Róger Cordero Lara (PSUV)  |
| 6   | Comisión Permanente de Defensa y Seguridad                             | William Fariñas (PSUV)     | Néstor León Heredia (PSUV) |
| 7   | Comisión Permanente de Desarrollo Social Integral                      | Oswaldo Vera (PSUV)        | Carlos Gamarra (PSUV)      |
| 8   | Comisión Permanente de Cultura y Recreación                            | Gladys Requena (PSUV)      | Cristóbal Jiménez (PSUV)   |
| 9   | Comisión Permanente de Ambiente, Recursos Naturales y Cambio Climático | Manuel Briceño (PSUV)      | César Gonzáles (PSUV)      |
| 10  | Comisión Permanente de Pueblos Indígenas                               | José Luis González (PSUV)  | Jesús Paraqueima (PSUV)    |
| 11  | Comisión Permanente de Poder Popular y Medios de Comunicación          | Tania Díaz (PSUV)          | Julio Chávez (PSUV)        |
| 12  | Comisión Permanente de Ciencia, Tecnología e Innovación                | Guido Ochoa (PSUV)         | Betty Croques (PSUV)       |
| 13  | Comisión Permanente de Cultos y Régimen Penitenciario                  | Alexis Rodríguez (PSUV)    | William Ojeda (PSUV)       |
| 14  | Comisión Permanente de la Familia                                      | María León (PSUV)          | Mary Mora (PSUV)           |
| 15  | Comisión Permanente de Administración y Servicios                      | Claudio Farias (PSUV)      | Hernán Núñez (PSUV)        |

##### Periodo Legislativo 2016-2017
| N.º | Comisión                                                               | Presidente               | Vicepresidente            |
| --- | ---------------------------------------------------------------------- | ------------------------ | ------------------------- |
| 1   | Comisión Permanente de Política Interior                               | Delsa Solórzano (UNT)    | Juan Guaidó (VP)          |
| 2   | Comisión Permanente de Política Exterior, Soberanía e Integración      | Luis Florido (VP)        | Ángel Medina Devis (PJ)   |
| 3   | Comisión Permanente de Contraloría                                     | Freddy Guevara (VP)      | Ismael García (PJ)        |
| 4   | Comisión Permanente de Finanzas y Desarrollo Económico                 | Alfonso Marquina (PJ)    | Luis Carlos Padilla (PJ)  |
| 5   | Comisión Permanente de Energía y Petróleo                              | Luis Aquiles Moreno (AD) | Elías Matta (UNT)         |
| 6   | Comisión Permanente de Defensa y Seguridad                             | Edgar Zambrano (AD)      | Armando Armas (VP)        |
| 7   | Comisión Permanente de Desarrollo Social Integral                      | Miguel Pizarro (PJ)      | José Trujillo (AD)        |
| 8   | Comisión Permanente de Cultura y Recreación                            | Freddy Paz (UNT)         | Amelia Belisario (PJ)     |
| 9   | Comisión Permanente de Ambiente, Recursos Naturales y Cambio Climático | Julio César Reyes (AP)   | Orlando Ávila (UNT)       |
| 10  | Comisión Permanente de Pueblos Indígenas                               | Gladys Guaipo (AD)       | Ezequiel Pérez (AD)       |
| 11  | Comisión Permanente de Poder Popular y Medios de Comunicación          | Tomás Guanipa (PJ)       | Olivia Lozano (VP)        |
| 12  | Comisión Permanente de Ciencia, Tecnología e Innovación                | Dinorah Figuera (PJ)     | Alexis Paparoni (AD)      |
| 13  | Comisión Permanente de Cultos y Régimen Penitenciario                  | Richard Blanco (ABP)     | Juan Pablo García (VENTE) |
| 14  | Comisión Permanente de la Familia                                      | Williams Gil (CC)        | Jesús Abreu (PJ)          |
| 15  | Comisión Permanente de Administración y Servicios                      | Stalin González (UNT)    | Jony Rahal (PJ)           |

##### Periodo Legislativo 2017-2018
| N.º | Comisión                                                               | Presidente                  | Vicepresidente          |
| --- | ---------------------------------------------------------------------- | --------------------------- | ----------------------- |
| 1   | Comisión Permanente de Política Interior                               | Delsa Solórzano (UNT)       | Luis Stefanelli (VP)    |
| 2   | Comisión Permanente de Política Exterior, Soberanía e Integración      | Luis Florido (VP)           | Marialbert Barrios (PJ) |
| 3   | Comisión Permanente de Contraloría                                     | Juan Guaidó (VP)            | Carlos Paparoni (PJ)    |
| 4   | Comisión Permanente de Finanzas y Desarrollo Económico                 | José Guerra (PJ)            | Andrés Eloy Camejo (AD) |
| 5   | Comisión Permanente de Energía y Petróleo                              | Luis Aquiles Moreno (AD)    | Elías Matta (UNT)       |
| 6   | Comisión Permanente de Defensa y Seguridad                             | Edgar Zambrano (AD)         | Armando Armas (VP)      |
| 7   | Comisión Permanente de Desarrollo Social Integral                      | Juan Requesens (PJ)         | José Trujillo (AD)      |
| 8   | Comisión Permanente de Cultura y Recreación                            | Elimar Díaz (UNT)           | Marco Bozo (PJ)         |
| 9   | Comisión Permanente de Ambiente, Recursos Naturales y Cambio Climático | Simón Calzadilla (MPV)      | Orlando Ávila (UNT)     |
| 10  | Comisión Permanente de Pueblos Indígenas                               | Gladys Guaipo (AD)          | Ezequiel Pérez (AD)     |
| 11  | Comisión Permanente de Poder Popular y Medios de Comunicación          | Adriana D'Elia (PJ)         | Olivia Lozano (VP)      |
| 12  | Comisión Permanente de Ciencia, Tecnología e Innovación                | Amelia Belisario (PJ)       | Maribel Guédez (UNT)    |
| 13  | Comisión Permanente de Cultos y Régimen Penitenciario                  | Richard Blanco (ABP)        | Carlos Lozano (Ind.)    |
| 14  | Comisión Permanente de la Familia                                      | José Gregorio Aparicio (GE) | Jesús Abreu (PJ)        |
| 15  | Comisión Permanente de Administración y Servicios                      | Melva Paredes (UNT)         | Milagro Valero (PJ)     |

##### Periodo Legislativo 2018-2019
| N.º | Comisión                                                               | Presidente                                                                 | Vicepresidente             |
| --- | ---------------------------------------------------------------------- | -------------------------------------------------------------------------- | -------------------------- |
| 1   | Comisión Permanente de Política Interior                               | Delsa Solórzano (ENCUENTRO)                                                | Gaby Arellano (VP)         |
| 2   | Comisión Permanente de Política Exterior, Soberanía e Integración      | Francisco Sucre (VP) (junio - diciembre) Luis Florido (VP) (enero - junio) | José Brito (PJ)            |
| 3   | Comisión Permanente de Contraloría                                     | Freddy Superlano (VP)                                                      | Conrado Pérez (PJ)         |
| 4   | Comisión Permanente de Finanzas y Desarrollo Económico                 | Rafael Guzmán (PJ)                                                         | Andrés Eloy Camejo (AD)    |
| 5   | Comisión Permanente de Energía y Petróleo                              | Luis Aquiles Moreno (AD)                                                   | Elías Mata (UNT)           |
| 6   | Comisión Permanente de Defensa y Seguridad                             | Edgar Zambrano (AD)                                                        | Sergio Vergara (VP)        |
| 7   | Comisión Permanente de Desarrollo Social Integral                      | José Manuel Olivares (PJ)                                                  | José Trujillo (AD)         |
| 8   | Comisión Permanente de Cultura y Recreación                            | Freddy Paz (UNT)                                                           | Marco Bozo (PJ)            |
| 9   | Comisión Permanente de Ambiente, Recursos Naturales y Cambio Climático | Luis Parra (PJ)                                                            | Orlando Ávila (UNT)        |
| 10  | Comisión Permanente de Pueblos Indígenas                               | Gladys Guaipo (AD)                                                         | Ezequiel Pérez (AD)        |
| 11  | Comisión Permanente de Poder Popular y Medios de Comunicación          | Jony Rahal (PJ)                                                            | Olivia Lozano (VP)         |
| 12  | Comisión Permanente de Ciencia, Tecnología e Innovación                | Luis Lipa (PJ)                                                             | Maribel Guedez (Cambiemos) |
| 13  | Comisión Permanente de Cultos y Régimen Penitenciario                  | Carlos Lozano Parra (CAMINA)                                               | Dennis Fernández (UNT)     |
| 14  | Comisión Permanente de la Familia                                      | Mariela Magallanes (LCR)                                                   | Karin Salanova (PJ)        |
| 15  | Comisión Permanente de Administración y Servicios                      | Nora Bracho (UNT)                                                          | José A. España (Cambiemos) |

##### Periodo Legislativo 2019-2020
| N.º | Comisión                                                               | Presidente                                                                     | Vicepresidente                                                  |
| --- | ---------------------------------------------------------------------- | ------------------------------------------------------------------------------ | --------------------------------------------------------------- |
| 1   | Comisión Permanente de Política Interior                               | Dennis Fernández (AD)                                                          | Armando Armas (PJ)                                              |
| 2   | Comisión Permanente de Política Exterior, Soberanía e Integración      | Francisco Sucre (VP)                                                           | Marialbert Barrios (PJ)                                         |
| 3   | Comisión Permanente de Contraloría                                     | Freddy Superlano (Removido, enero-diciembre) (Vacante, actualidad)             | Conrado Pérez (Removido, enero-diciembre) (Vacante, actualidad) |
| 4   | Comisión Permanente de Finanzas y Desarrollo Económico                 | Carlos Paparoni (PJ)                                                           | Andrés Eloy Camejo (AD)                                         |
| 5   | Comisión Permanente de Energía y Petróleo                              | Elías Matta (UNT)                                                              | Luis Carlos Padilla (AD)                                        |
| 6   | Comisión Permanente de Defensa y Seguridad                             | Eliezer Sirit (AD)                                                             | Sergio Vergara (VP)                                             |
| 7   | Comisión Permanente de Desarrollo Social Integral                      | Miguel Pizarro (PJ)                                                            | José Trujillo Vera (AD)                                         |
| 8   | Comisión Permanente de Cultura y Recreación                            | Freddy Paz (UNT)                                                               | Juan Manaure (PJ)                                               |
| 9   | Comisión Permanente de Ambiente, Recursos Naturales y Cambio Climático | José Gregorio Graterol (PJ)                                                    | Orlando Ávila (UNT)                                             |
| 10  | Comisión Permanente de Pueblos Indígenas                               | Gladys Guaipo (AD)                                                             | Virgilio Ferrer (UNT)                                           |
| 11  | Comisión Permanente de Poder Popular y Medios de Comunicación          | María Beatriz Martínez (PJ)                                                    | Olivia Lozano (VP)                                              |
| 12  | Comisión Permanente de Ciencia, Tecnología e Innovación                | Luis Lippa (PJ)                                                                | Ylidio de Abreu (UNT)                                           |
| 13  | Comisión Permanente de Cultos y Régimen Penitenciario                  | Robert Alcalá (AD)                                                             | Héctor Cordero (UNT)                                            |
| 14  | Comisión Permanente de la Familia                                      | Mariela Magallanes (LCR) (enero-mayo) Franklyn Duarte (Copei) (mayo-diciembre) | Karin Salanova (PJ)                                             |
| 15  | Comisión Permanente de Administración y Servicios                      | Nora Bracho (UNT)                                                              | Avilio Troconiz (PJ)                                            |

##### Periodo Legislativo 2020-2021
| N.º | Comisión                                                               | Presidente                    | Vicepresidente              |
| --- | ---------------------------------------------------------------------- | ----------------------------- | --------------------------- |
| 1   | Comisión Permanente de Política Interior                               | Freddy Valera (AD)            | Olivia Lozano (VP)          |
| 2   | Comisión Permanente de Política Exterior, Soberanía e Integración      | Armando Armas (VP)            | Marialbert Barrios (PJ)     |
| 3   | Comisión Permanente de Contraloría                                     | José Prat (LCR)               | Elimar Díaz (PJ)            |
| 4   | Comisión Permanente de Finanzas y Desarrollo Económico                 | Alfonso Marquina (PJ)         | Andrés Eloy Camejo (AD)     |
| 5   | Comisión Permanente de Energía y Petróleo                              | Elías Matta (UNT)             | Tobías Bolívar (AD)         |
| 6   | Comisión Permanente de Defensa y Seguridad                             | Eliezer Sirit (AD)            | Francisco Sucre (VP)        |
| 7   | Comisión Permanente de Desarrollo Social Integral                      | Marco Bozo Tamayo (PJ)        | Juan Carlos Velazco (AD)    |
| 8   | Comisión Permanente de Cultura y Recreación                            | Julio Ygarza (UNT)            | José Gregorio Graterol (PJ) |
| 9   | Comisión Permanente de Ambiente, Recursos Naturales y Cambio Climático | María Gabriela Hernández (PJ) | Orlando Ávila (UNT)         |
| 10  | Comisión Permanente de Pueblos Indígenas                               | Gladys Guaipo (AD)            | Virgilio Ferrer (UNT)       |
| 11  | Comisión Permanente de Poder Popular y Medios de Comunicación          | Amelia Belisario (PJ)         | Ángel Álvarez Gil (VP)      |
| 12  | Comisión Permanente de Ciencia, Tecnología e Innovación                | Luis Lippa (PJ)               | Ylidio de Abreu (UNT)       |
| 13  | Comisión Permanente de Cultos y Régimen Penitenciario                  | Héctor Cordero (UNT)          | Deyalitza Aray (PROVE)      |
| 14  | Comisión Permanente de la Familia                                      | Rommny Flores (AD)            | Karin Salanova (VP)         |
| 15  | Comisión Permanente de Administración y Servicios                      | Nora Bracho (UNT)             | Avilio Troconiz (PJ)        |

#### Continuación administrativa-constitucional de Legislatura IV

##### Periodo Legislativo 2021-2022
| N.º | Comisión                                                               | Presidente                    | Vicepresidente            |
| --- | ---------------------------------------------------------------------- | ----------------------------- | ------------------------- |
| 1   | Comisión Permanente de Política Interior                               | Edgar Zambrano (AD)           | Luis Stefanelli (VP)      |
| 2   | Comisión Permanente de Política Exterior, Soberanía e Integración      | Olivia Lozano (VP)            |                           |
| 3   | Comisión Permanente de Contraloría                                     | Macario González (VP)         |                           |
| 4   | Comisión Permanente de Finanzas y Desarrollo Económico                 | Carlos Paparoni (PJ)          | Luis Silva (AD)           |
| 5   | Comisión Permanente de Energía y Petróleo                              | Elías Matta (UNT)             | Tobías Bolívar (AD)       |
| 6   | Comisión Permanente de Defensa y Seguridad                             | Eliezer Sirit (AD)            |                           |
| 7   | Comisión Permanente de Desarrollo Social Integral                      | José Antonio Mendoza (PJ)     |                           |
| 8   | Comisión Permanente de Cultura y Recreación                            | Alexis Paparoni (UNT)         |                           |
| 9   | Comisión Permanente de Ambiente, Recursos Naturales y Cambio Climático | María Gabriela Hernández (PJ) | Orlando Ávila (UNT)       |
| 10  | Comisión Permanente de Pueblos Indígenas                               | Romel Guzamana (VP)           | Julio Ygarza (UNT)        |
| 11  | Comisión Permanente de Medios de Comunicación                          | Jony Rahal (PJ)               |                           |
| 12  | Comisión Permanente de Ciencia, Tecnología e Innovación                | Dinorah Figuera (PJ)          | Marianela Fernández (UNT) |
| 13  | Comisión Permanente de Cultos y Régimen Penitenciario                  | William Dávila (AD)           |                           |
| 14  | Comisión Permanente de la Familia                                      | Romny Flores (AD)             |                           |
| 15  | Comisión Permanente de Administración y Servicios                      | Luis Florido (UNT)            |                           |

#### Legislatura V

##### Periodo Legislativo 2024-2025
| N.º | Comisión                                                                  | Presidente                  | Primer Vicepresidente        | Segundo Vicepresidente       |
| --- | ------------------------------------------------------------------------- | --------------------------- | ---------------------------- | ---------------------------- |
| 1   | Comisión Permanente de Política Interior                                  | Diosdado Cabello (PSUV)     | Julio García Zerpa (PSUV)    | María Vega Sosa (PSUV)       |
| 2   | Comisión Permanente de Política Exterior, Soberanía e Integración         | Timoteo Zambrano (CMC)      | Ilenia Medina (PPT)          | Roy Daza (PSUV)              |
| 3   | Comisión Permanente de Contraloría                                        | Willian Gil Calderón (PSUV) | Winston Vallenilla (PSUV)    | Juan Carlos Alvarado (COPEI) |
| 4   | Comisión Permanente de Finanzas y Desarrollo Nacional                     | Jesús Faría Tortosa (PSUV)  | Nicolás Maduro Guerra (PSUV) | Oscar Ronderos Rangel (AD)   |
| 5   | Comisión Permanente de Energía y Petróleo                                 | Ángel Rodríguez (PSUV)      | Rodolfo Sanz (PSUV)          | Javier Bertucci (El Cambio)  |
| 6   | Comisión Permanente de Seguridad y Defensa de la Nación                   | Jesús Suárez Chourio (PSUV) | Gloria Castillo (PSUV)       | Frang Morales (PSUV)         |
| 7   | Comisión Permanente de Desarrollo Social Integral                         | Rodolfo Crespo (PSUV)       | Luz Chacón (PSUV)            | Anyelith Tamayo (AD)         |
| 8   | Comisión Permanente de Cultura y Recreación                               | Cristóbal Jiménez (PSUV)    | Pedro Lander (PSUV)          | Sol Mussett (PSUV)           |
| 9   | Comisión Permanente de Ecosocialismo                                      | Ricardo Molina (PSUV)       | Luis Parra (PV)              | Nancy Ascencio (PSUV)        |
| 10  | Comisión Permanente de Pueblos Indígenas                                  | Nicia Maldonado (PSUV)      | Francisco Martínez (PSUV)    | Nixon Maniglia (AD)          |
| 11  | Comisión Permanente del Poder Popular y Comunicación                      | Juan Carlos Alemán (PSUV)   | Tania Díaz (PSUV)            | María Carolina Chávez (PSUV) |
| 12  | Comisión Permanente de Educación, Salud, Ciencia, Tecnología e Innovación | Ricardo Sánchez (APC)       | José Villarroel (PSUV)       | Rubén Limas (AD)             |
| 13  | Comisión Permanente de las Familias, la Libertad de Religión y de Cultos  | Asia Villegas (PSUV)        | Leonardo Montezuma (PSUV)    | Alfonso Campos (El Cambio)   |
| 14  | Comisión Permanente de Administración y Servicios                         | Pedro Carreño (PSUV)        | Elio Serrano Campo (PSUV)    | Luis Eduardo Martínez (AD)   |
| 15  | Comisión Permanente de Desarrollo de las Comunas                          | Blanca Eekhout (PSUV)       | Carlos Mogollon (PSUV)       | Juan Sierra Trujillo (PSUV)  |

#### Representación en las Comisiones Permanentes 2013-2014
En la anterior legislatura de la Asamblea Nacional, las 15 Comisiones Permanentes las Presidencias estaban representadas por los partidos de la siguiente manera:
- Partido Socialista Unido de Venezuela (PSUV): 11 Comisiones
- Un Nuevo Tiempo (UNT): 1 Comisión
- Acción Democrática (AD): 1 Comisión
- Comité de Organización Política Electoral Independiente (COPEI): 1 Comisión
- Primero Justicia (PJ): 1 Comisión

En las 15 Comisiones Permanentes las Vicepresidencias estaban repartidas de la siguiente manera:
- Partido Socialista Unido de Venezuela (PSUV): 11 Comisiones
- Acción Democrática (AD): 2 Comisiones
- Un Nuevo Tiempo (UNT): 1 Comisión
- Por la Democracia Social (PODEMOS): 1 Comisión

#### Representación en las Comisiones Permanentes 2016-2017
En la anterior legislatura de la Asamblea Nacional, las 15 Comisiones Permanentes las Presidencias están representados los partidos de la siguiente manera:
- Mesa de la Unidad Democrática (MUD): 15
- Gran Polo Patriótico Simón Bolívar (GPPSB): 0

En las 15 Comisiones Permanentes las Vicepresidencias están repartidas de la siguiente manera:
- Mesa de la Unidad Democrática (MUD): 15
- Gran Polo Patriótico Simón Bolívar (GPPSB): 0

#### Representación en las Comisiones Permanentes 2017-2018
En la anterior legislatura de la Asamblea Nacional, las 15 Comisiones Permanentes las Presidencias están representados los partidos de la siguiente manera:
- Mesa de la Unidad Democrática (MUD): 15
- Gran Polo Patriótico Simón Bolívar (GPPSB): 0

En las 15 Comisiones Permanentes las Vicepresidencias están repartidas de la siguiente manera:
- Mesa de la Unidad Democrática (MUD): 15
- Gran Polo Patriótico Simón Bolívar (GPPSB): 0

#### Representación en las Comisiones Permanentes 2018-2019
En la actual legislatura de la Asamblea Nacional, las 15 Comisiones Permanentes las Presidencias están representados los partidos de la siguiente manera:
- Mesa de la Unidad Democrática (MUD): 15
- Gran Polo Patriótico Simón Bolívar (GPPSB): 0

En las 15 Comisiones Permanentes las Vicepresidencias están repartidas de la siguiente manera:
- Mesa de la Unidad Democrática (MUD): 15
- Gran Polo Patriótico Simón Bolívar (GPPSB): 0

#### Subcomisiones
Las Comisiones Permanentes pueden crear subcomisiones en atención a los proyectos de leyes que discuten y a las materias del interés nacional que traten.

### Comisión Consultiva
De acuerdo al Reglamento Interno de la Asamblea existirá una Comisión Consultiva que se encargará de analizar, evaluar y hacer seguimiento a los temas de interés nacional e internacional, así como el trabajo de las Comisiones y la agenda legislativa anual. Estará integrada por la Junta Directiva, los presidentes y vicepresidentes de las Comisiones Permanentes y tres diputados en representación de las organizaciones políticas que hacen vida en el parlamento. El secretario de la Comisión es el secretario de la Asamblea Nacional.

### Comisiones Ordinarias
Se pueden crear comisiones ordinarias estables para el tratamiento y examen de asuntos relacionados con el trabajo parlamentario, y se integrarán de la forma que establezca la Cámara legislativa.

### Comisiones Especiales
En general, son aquellas especialmente constituidas para el conocimiento de un proyecto de ley determinado o una materia específica y por un plazo determinado. Son propias del ejercicio de la labor fiscalizadora del Parlamento, las mismas se reunirán una vez a la semana hasta agotar la materia para la cual fue creada.